# 100 km de la Somme
Le 100 km de la Somme, appelé à l'origine 100 km du Val de Somme puis 100 km d'Amiens, est une épreuve de course à pied sur route appartenant à la famille de l'ultrafond.

## Histoire
Une première édition voit le jour en 1979 sous le nom de Val de Somme à l’initiative du comité départemental d’athlétisme dans le but de populariser la course à pied en Picardie. C'est le deuxième plus ancien 100 km en France après celui de Millau. 55 coureurs terminent cette 1er édition sur les 150 ayant pris le départ, Claude Ansard remportant la course en 7 h 44.
La deuxième édition voit le record du monde féminin du 100 km battu par Chantal Langlacé en 7 h 27, terminant troisième d'un classement général de 79 arrivants, derrière le Britannique Mike Newton en 7 h 12 et Claude Ansard en 7 h 17. En 1981, le record de l'épreuve tombe à 6 h 48 grâce à l'Anglais Martin Daykin et l'année suivante, celui-ci améliore le record en 6 h 32.
Les championnats de France y sont organisés pour la première fois en 1988 sous le nom des 100 km d'Amiens et voit le record de l'épreuve battu en 6 h 30 min 41 s par le Belge Jean-Paul Praet, devant Jean-Marc Bellocq champion de France en 6 h 34. En 1990, Jean-Marc Bellocq prend sa revanche sur Jean-Paul Praet et améliore le record de France – et le record de l'épreuve – en 6 h 26 min 13 s.
1991, le Russe Konstantin Santalov (ru) remporte le 100 km d'Amiens et son record en 6 h 24 min 24 s. Celui-ci remporte également les championnats de France organisés à nouveau en 1992, avec un temps de 6 h 24 min 55 s. La course connaît alors son apogée avec plus de 1000 partants, 607 classés dont 14 sous les 7 heures.
Konstantin Santalov (ru) améliore d'une bonne minute le record l'année suivante avec 6 h 23 min 15 s, remportant ainsi trois fois de suite la course. L’américaine Ann Trason pulvérise le record féminin de l'épreuve en réalisant 7 h 9 min 44 s et bat par la même occasion le record du monde du 100 km.
1994 voit le changement de parcours pour des raisons de sécurité avec un circuit de 10 km en ville à Amiens. Mais la baisse importante de fréquentation et des abandons induite par ce nouveau circuit, ainsi que les difficultés d'organisation cette année-là et la suivante, ont raison pour un temps de l'épreuve.
Après 17 années d'arrêt, le Conseil Général du Val de Somme propose à l’association Promotion Sport Picardie de ressusciter la course sous le nom des 100 km de la Somme. En 2012 a lieu la première nouvelle édition et chaque année depuis jusqu'à nos jours, avec l’organisation des championnats de France en 2016 et la victoire des Français David Duquesnoy en 7 h 4 min 3 s et Réjane Lecamus en 8 h 11 min 40 s.
2019 voit les championnats de France se dérouler sur les 100 km de la Somme – après 1988, 1992 et 2016 – et les victoires de Jérôme Bellanca en 6 h 48 min 51 s et de la néerlandaise Hinke Hokker en 7 h 42 min 9 s,,. Gwenaëlle Guillou, deuxième derrière Hokker en 8 h 13 min 3 s, devient championne de France après avoir remporté les 100 km de la Somme en 2017.
L'édition 2020 est annulée à cause de la crise sanitaire.
L'édition 2021 est à nouveau le support des championnats nationaux pour deux éditions successives. Elle voit la victoire de Guillaume Ruel en 6 h 42 min 48 s, nouveau record de l'épreuve qui lui vaut aussi le titre de champion de France. Chez les féminines, le titre de championne de France revient à Camille Chaigneau qui améliore aussi le record de l'épreuve en 7 h 28 min 58 s.
En 2022, le Belge Wouter Decock réalise la performance de 6 h 37 min 20 s, record de l'épreuve, reléguant à plus d'une demi-heure le régional de l'étape Ludovic Dubreucq qui s'adjuge pour la quatrième fois la seconde place de l'épreuve. Audrey Passot remporte la course féminine en 8 h 2 min 36 s.
Après 10 éditions organisées, Promo Sport Picardie passe en 2023 le relais à l'Amicale du Val de Somme qui assure la continuité de l'organisation. Le site des départs et arrivées est transféré sur le stade de football américain des Spartiates d'Amiens-métropole, et le parcours emprunte alors exclusivement le chemin de halage de la Somme, avec un aller-retour à Camon puis un aller-retour à Épagnette. La manifestation voit apparaître le marathon d'Amiens-métropole et le semi-marathon du Val de Somme (individuel et en relais à 3) et dépasse désormais les 1 000 participants.
Julien Nison remporte l'édition 2023 en 6 h 39 min 29 s, tandis que l'Abbevilloise Louise-Marie Thévenin-Lebran est la grande révélation de l'année en réalisant 7 h 57 min 51 s. Tous deux sont sélectionnés en équipe de France afin de participer au championnat du monde prévu en décembre 2024 en Inde.
La prochaine édition prévue le 12 octobre 2024 sera, pour la 6ème fois support des championnats de France de 100km.

## Records
- Les records des 100 km du Val de Somme sont détenus par l'Anglais Martin Daykin en 6 h 32 (1982) et par Chantal Langlacé en 7 h 27 (1980)[1]
- Les records des 100 km d'Amiens sont détenus par le Russe Konstantin Santalov en 6 h 23 min 15 s (1992) et l’Américaine Ann Trason en 7 h 9 min 44 s (1992)[14]
- Les records des 100 km de la Somme sont détenus par le Belge Wouter Decock en 6 h 37 min 20 s (2022) et la Bourguignonne Camille Chaigneau en 7 h 28 min 58 s (2021)[15].

## Palmarès
Statistiques des 100 km de la Somme d'après la Deutsche Ultramarathon-Vereinigung (DUV) :
| Année | Homme                  | Temps           | Femme                        | Temps           | Championnat |
| ----- | ---------------------- | --------------- | ---------------------------- | --------------- | ----------- |
| 2025  |                        |                 |                              |                 |             |
| 2024  | Aurelien Dassonneville | 6 h 43 min 41 s | Selina Leroy                 | 7 h 49 min 1 s  | France      |
| 2023  | Julien Nison           | 6 h 39 min 29 s | Louise-Marie Thévenin-Lebran | 7 h 57 min 51 s |             |
| 2022  | Wouter Decock          | 6 h 37 min 20 s | Audrey Passot                | 8 h 2 min 36 s  |             |
| 2021  | Guillaume Ruel         | 6 h 42 min 48 s | Camille Chaigneau            | 7 h 28 min 58 s | France      |
| 2020  | Reporté en 2021        |                 |                              |                 |             |
| 2019  | Jérôme Bellanca        | 6 h 48 min 51 s | Hinke Hokker                 | 7 h 42 min 9 s  | France      |
| 2018  | Jan Vandekerckhove     | 7 h 15 min 59 s | Irene Kinnegim               | 7 h 35 min 44 s |             |
| 2017  | Benoît Potelle         | 7 h 32 min 26 s | Gwenaëlle Guillou            | 8 h 10 min 37 s |             |
| 2016  | David Duquesnoy        | 7 h 4 min 3 s   | Réjane Lecamus               | 8 h 11 min 40 s | France      |
| 2015  | Keith Whyte            | 7 h 2 min 42 s  | Francesca Canepa             | 8 h 11 min 19 s |             |
| 2014  | Jérôme Noizier         | 7 h 14 min 47 s | Sylvie Cartoux-Boissy        | 8 h 54 min 49 s |             |
| 2013  | Jérôme Bellanca        | 6 h 47 min 41 s | Anne-Marie Vernet            | 8 h 36 min 37 s |             |
| 2012  | Christophe Bethune     | 7 h 39 min 32 s | Virginie Thevenot            | 9 h 37 min 18 s |             |

Statistiques des 100 km d'Amiens d'après la Deutsche Ultramarathon-Vereinigung (DUV) :
| Année | Homme                    | Temps           | Femme                   | Temps           | Championnat |
| ----- | ------------------------ | --------------- | ----------------------- | --------------- | ----------- |
| 1995  | Jiri Jelinek             | 6 h 25 min 19 s | Valentina Lyakhova (ru) | 7 h 40 min 58 s |             |
| 1994  | Sergey Soldatov          | 6 h 38 min 21 s | Valentina Lyakhova (ru) | 7 h 22 min 18 s |             |
| 1993  | Konstantin Santalov (ru) | 6 h 23 min 15 s | Ann Trason              | 7 h 9 min 44 s  |             |
| 1992  | Konstantin Santalov (ru) | 6 h 24 min 55 s | Valentina Lyakhova (ru) | 7 h 45 min 18 s | France      |
| 1991  | Konstantin Santalov (ru) | 6 h 24 min 24 s | Huguette Jouault        | 8 h 19 min 29 s |             |
| 1990  | Jean-Marc Bellocq        | 6 h 26 min 13 s | Danielle Geoffroy       | 8 h 24 min 55 s |             |
| 1989  | Jean-Marc Bellocq        | 6 h 39 min 20 s | Angela Mertens          | 7 h 32 min 35 s |             |
| 1988  | Jean-Paul Praet          | 6 h 30 min 41 s | Marie-France Vassogne   | 8 h 20 min 45 s | France      |

Statistiques des 100 km du Val de Somme d'après la Deutsche Ultramarathon-Vereinigung (DUV) :
| Année | Homme         | Temps           | Femme            | Temps            | Championnat |
| ----- | ------------- | --------------- | ---------------- | ---------------- | ----------- |
| 1980  | Mike Newton   | 7 h 12 min 10 s | Chantal Langlacé | 7 h 27 min 22 s  |             |
| 1979  | Claude Ansard | 7 h 44 min 43 s | Stéphanie Mazoin | 12 h 30 min 49 s |             |